# Osmanlıspor Futbol Kulübü 2018-2019
Questa voce raccoglie le informazioni riguardanti l'Osmanlıspor Futbol Kulübü nelle competizioni ufficiali della stagione 2018-2019.

## Rosa
Fonte:
| N. |                     | Ruolo | Calciatore            |
| -- | ------------------- | ----- | --------------------- |
|    | Turchia (bandiera)  | P     | Abdulaziz Demircan    |
|    | Turchia (bandiera)  | P     | Baran Guler           |
|    | Lituania (bandiera) | P     | Žydrūnas Karčemarskas |
|    | Uruguay (bandiera)  | P     | Santiago Mele         |
|    | Turchia (bandiera)  | P     | Ahmet Türkaslan       |
|    | Turchia (bandiera)  | D     | Caner Arıcı           |
|    | Turchia (bandiera)  | D     | Muhammed Bayır        |
|    | Turchia (bandiera)  | D     | Numan Çürüksu         |
|    | Turchia (bandiera)  | D     | Galip Güzel           |
|    | Turchia (bandiera)  | D     | Ali Eren İyican       |
|    | Turchia (bandiera)  | D     | Anıl Karaer           |
|    | Senegal (bandiera)  | D     | Ousmane N'Diaye       |
|    | Turchia (bandiera)  | D     | Ali Ülgen             |
|    | Turchia (bandiera)  | D     | Mehmet Yiğit          |
|    | Turchia (bandiera)  | D     | Oğuz Yıldırım         |
|    | Turchia (bandiera)  | C     | Burak Agaoglu         |
|    | Camerun (bandiera)  | C     | Eric Ayuk             |

| N. |                                 | Ruolo | Calciatore       |
| -- | ------------------------------- | ----- | ---------------- |
|    | Serbia (bandiera)               | C     | Jovan Blagojević |
|    | Turchia (bandiera)              | C     | Atakan Cankaya   |
|    | Turchia (bandiera)              | C     | Halil Esen       |
|    | Turchia (bandiera)              | C     | Burhan Eşer      |
|    | Turchia (bandiera)              | C     | Tugay Kaçar      |
|    | Turchia (bandiera)              | C     | Hasan Kılıç      |
|    | Turchia (bandiera)              | C     | Sinan Kurt       |
|    | Belgio (bandiera)               | C     | Tortol Lumanza   |
|    | Nigeria (bandiera)              | C     | Ifeanyi Mathew   |
|    | Bosnia ed Erzegovina (bandiera) | C     | Ognjen Todorović |
|    | Turchia (bandiera)              | C     | Barış Zeren      |
|    | Turchia (bandiera)              | A     | Okan Deniz       |
|    | Senegal (bandiera)              | A     | Magaye Gueye     |
|    | Turchia (bandiera)              | A     | Mertan Öztürk    |
|    | Guyana francese (bandiera)      | A     | Sloan Privat     |
|    | Turchia (bandiera)              | A     | Beykan Şimşek    |
|    | Turchia (bandiera)              | A     | Can Ustün        |